# Limnophyes pseudoprolongatus
Limnophyes pseudoprolongatus är en tvåvingeart som först beskrevs av Botnariuc 1954.  Limnophyes pseudoprolongatus ingår i släktet Limnophyes och familjen fjädermyggor.
Artens utbredningsområde är Rumänien. Inga underarter finns listade i Catalogue of Life.